# Naim Qassem
Naim Qassem (en árabe: نعيم قاسم; nacido en 1953) es un clérigo y político libanés, secretario general del partido político chií libanés Hezbolá desde 2024.
Tras el triunfo de la revolución islámica en Irán, ayudó a fundar Hezbolá. En 1991, fue nombrado secretario general adjunto de Abbas al-Musawi, cargo que mantuvo durante el mandato de Hasán Nasralá. Dirigió las campañas electorales del partido y desempeñó un papel intelectual e ideológico destacado.
Tras el  asesinato de Hasán Nasralá en 2024, fue elegido secretario general. Es el cuarto en ostentar ese cargo.

## Biografía
Qassem nació en una familia chiita en Kfar Fila en 1953. Estudió teología y su maestro fue el ayatolá Mohamed Husein Fadlalá. También recibió una licenciatura en química de la Universidad Libanesa.
Qassem fue uno de los fundadores de la unión de estudiantes musulmanes libaneses que se estableció en la década de 1970. Se unió al movimiento Amal cuando estaba encabezado por el imán Musa Sadr.
Tras completar sus estudios, se convirtió en profesor de química en centros públicos de secundaria. Qassem fue el jefe de la asociación de educación religiosa islámica de 1974 a 1988. También se desempeñó como asesor de las escuelas de Al Mustafa.
En 1982 fue uno de los fundadores de Hezbolá, creado en respuesta a la invasión israelí de Líbano, y en 1991 se convirtió en su vicesecretario general. Se dio a conocer en la década de 1990 coordinando las campañas electorales del partido. Desde entonces, ha sido responsable de la gestión de muchos de los expedientes de política interna del partido chií, incluidos los asuntos parlamentarios y gubernamentales, así como de ciertos aspectos de las relaciones exteriores del partido. También es conocido por su papel en las instituciones sociales vinculadas a Hezbolá, en particular la educación
Autor de una veintena de obras políticas y religiosas, Naïm Qassem está considerado el historiador de Hezbolá.
Según el periódico israelí The Jerusalen Post se trasladó a Teherán el 20 de octubre de 2024. Qassem fue elegido secretario general de Hezbolá el 29 de octubre de 2024, tras el asesinato por parte de Israel del anterior líder, Hasán Nasralá, en el ataque a la sede de Hezbolá.